# Vádí Halfa
Vádí Halfa je město při severní hranici Súdánu, ležící na pravém břehu Nilu nedaleko bývalého druhého kataraktu. Je obklopeno Núbijskou pouští. Žije v něm okolo patnácti tisíc obyvatel.
Město leží nedaleko starověké pevnosti Buhén. V době Mahdího povstání bylo základnou britských jednotek vedených Horatio Kitchenerem, k usnadnění jejich přesunu do středního Súdánu byla vybudována železnice z Vádí Halfy do Abú Hamadu. Spojenecké armády sídlily ve městě také za druhé světové války. V šedesátých letech bylo město přestěhováno, protože původní lokalita byla zaplavena Násirovým jezerem, protesty místních obyvatel potlačila armáda.
Vádí Halfa je konečnou stanicí železnice z Chartúmu a důležitým obchodním centrem, kde se zboží překládá na lodě a posílá po Nilu do Egypta. Mezinárodní izolace Súdánu pod islamistickou vládou vedla od devadesátých let k úpadku místní ekonomiky. Na okraji města žije početná komunita uprchlíků z Jižního Súdánu.
V roce 1961 bylo ve městě naměřeno rekordních 48,7 °C, běžně se letní teploty pohybují okolo třiceti stupňů a zimní okolo deseti stupňů. Srážky činí pouhých 4,6 milimetru ročně.